# Старий Осув
Старий Осув (пол. Stary Osów) — село в Польщі, у гміні Стара Блотниця Білобжезького повіту Мазовецького воєводства.
Населення — 198 осіб (2011).
У 1975-1998 роках село належало до Радомського воєводства.

## Демографія
Демографічна структура станом на 31 березня 2011 року:
|          | Загалом | Допрацездатний вік | Працездатний вік | Постпрацездатний вік |
| -------- | ------- | ------------------ | ---------------- | -------------------- |
| Чоловіки | 108     | 24                 | 78               | 6                    |
| Жінки    | 90      | 20                 | 53               | 17                   |
| Разом    | 198     | 44                 | 131              | 23                   |